# Burg Arntz

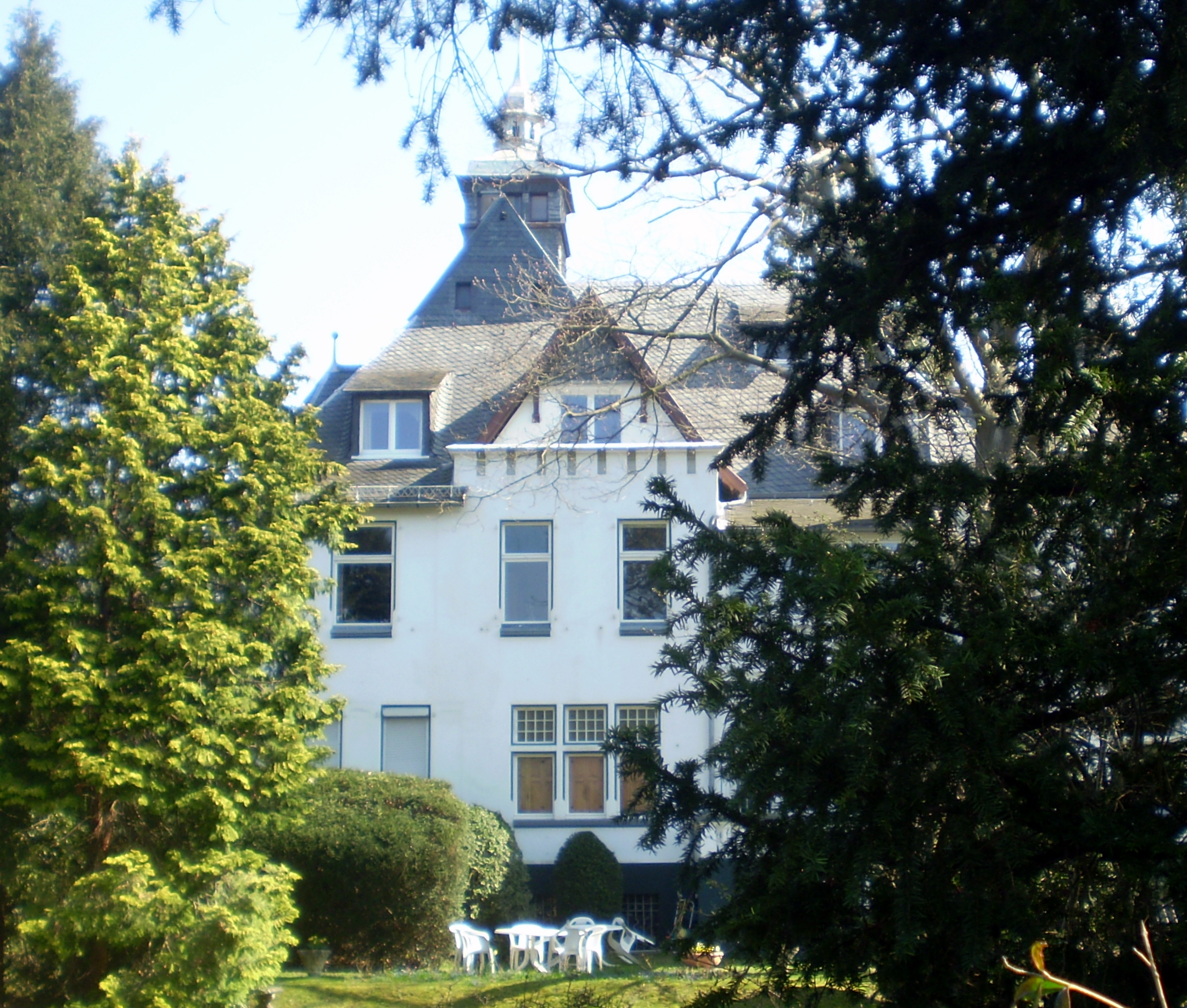
Burg Arntz, Rheinseite (2012)

Die Burg Arntz ist eine Villa in Bad Honnef, einer Stadt im nordrhein-westfälischen Rhein-Sieg-Kreis, die 1903 errichtet wurde und ihre heutige Gestalt bei einem Umbau in den Jahren 1911 und 1912 erhielt. Sie liegt nahe dem Rheinufer im Süden des Ortsteils Lohfeld. Die Villa steht als Baudenkmal unter Denkmalschutz.

## Lage
Die Villa (Adresse: Lohfelder Straße 122/124) liegt als Solitär etwa 40 m östlich des Rheinufers und rund 90 m westlich der Lohfelder Straße (Kreisstraße 28), von der aus sie über eine Zufahrtsstraße zugänglich ist.

## Geschichte

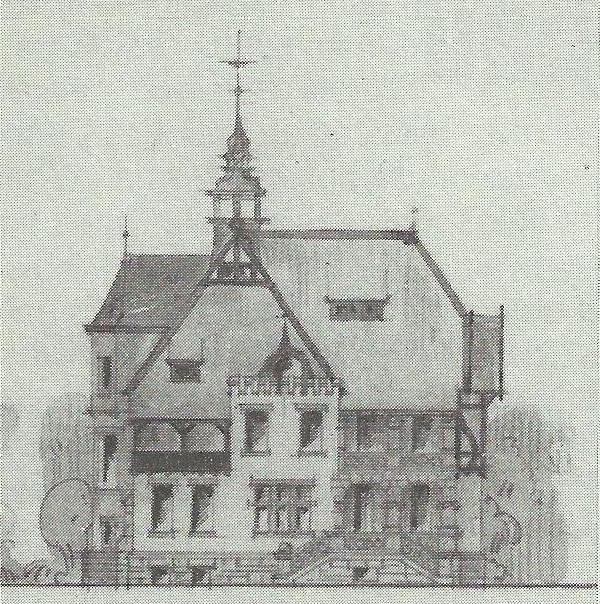
Entwurf für das Landhaus (1903)

Die Villa entstand als Landhaus für den Bauherrn Emil Arntz, einen diplomierten Landwirt und 1899 aus dem Nahen Osten zurückgekehrten Forschungsreisenden, nach Plänen der ortsansässigen Architekten Himmel und Abels. Von 1911 bis 1912 ließ er sie nach Plänen seines Schwagers Wilhelm Kreis (1873–1955), eines bekannten Architekten und damaligen Direktors der Kunstgewerbeschule Düsseldorf, umfassend – auch im Inneren – umbauen und um einen Anbau erweitern. Aufgrund seines nunmehr in Teilen burgartig-monumentalen Erscheinungsbilds erhielt das Haus den Namen Burg Arntz. Später beheimatete es auch ein von Arntz’ Ehefrau geleitetes Töchterheim (Stand: 1930) sowie ein Fremdenheim (Stand: 1955).
Auf Burg Arntz wuchs auch der Sohn des Bauherrn und nachfolgende Besitzer des Anwesens Helmut Arntz (1912–2007) auf, der ein namhafter Indogermanist und Runologe wurde. Im Frühjahr 1949 zog Wilhelm Kreis mit seiner Frau zu seinem Neffen, der für das Ehepaar neben der Villa ein großes Gartenhaus erbauen ließ, eröffnete dort erneut ein Architekturbüro und wohnte hier bis zu seinem Tod im Jahre 1955. Sein Erbe trat Helmut Arntz an, der Kreis’ Nachlass in der Villa bewahrte und dort das private Wilhelm-Kreis-Archiv führte. Dieses übergab er im Jahre 2005 dem Historischen Archiv der Stadt Köln.
Die Eintragung der Villa in die Denkmalliste der Stadt Bad Honnef erfolgte am 16. April 1984.

## Architektur
Der Ursprungsbau von 1903 war in asymmetrischen, malerischen Formen des späten Historismus auf einem unregelmäßigen Grundriss ausgeführt. Zu den charakteristischen architektonischen Elementen gehörten ein Turm, ein hohes und steiles Dach sowie eine Vielzahl an Giebeln und kleineren Türmchen. Die Formensprache des Mittelalters und der Renaissance zeigte sich außer an der Dachform an einer Zinnenreihe an der Rheinfront, Fachwerkpartien, Kreuzstockfenstern, einem mit einer Wetterfahne bekrönten Dachreiter sowie dem mit einem Renaissanceportal ausgestatteten Haupteingang. Im Zuge des erweiternden Umbaus von 1911/12 kam an der Südseite ein zweigeschossiger Anbau mit einem Festsaal im Souterrain, einem Salon mit Wintergarten im Hochparterre und Wohnräumen im Obergeschoss hinzu. Er besitzt beidseitig je einen zweigeschossigen Turm mit barockem Helmdach; der an der Westseite gelegene ist polygonal und beheimatet den Wintergarten, der an der Ostseite gelegene ist rund und nimmt eine Nebentreppe auf. Bei dem Umbau wurden am vorhandenen Bau einige Detailformen, darunter auch die Fachwerkelemente, Fenstereinfassungen und das Renaissanceportal, im Sinne einer Wandlung des malerischen zu einem monumentaleren Erscheinungsbild entfernt oder umgestaltet. Von dieser Veränderung war die gesamte Dachlandschaft betroffen, die durch eine die gesamte Fläche abdeckende Verschieferung zu einer Einheit zusammengefasst wurde und deren Dachreiter seine Zierlichkeit zugunsten einer festen, geschlossenen Form einbüßte.
Unter der Innenausstattung ist die Möblierung des Salons erwähnenswert, die aus von dem Bauherrn Emil Arntz aus dem Nahen Osten mitgebrachten Gegenständen besteht. Darunter befinden sich eigens für diesen angefertigte Möbel, Kelims und Perserteppiche aus Alexandria, Haremwände, ein türkischer Holzkohleofen aus Messing (Mangal), eine Messingsäule mit Koransprüchen aus Syrien sowie Waffen.